# Heidi Blobner

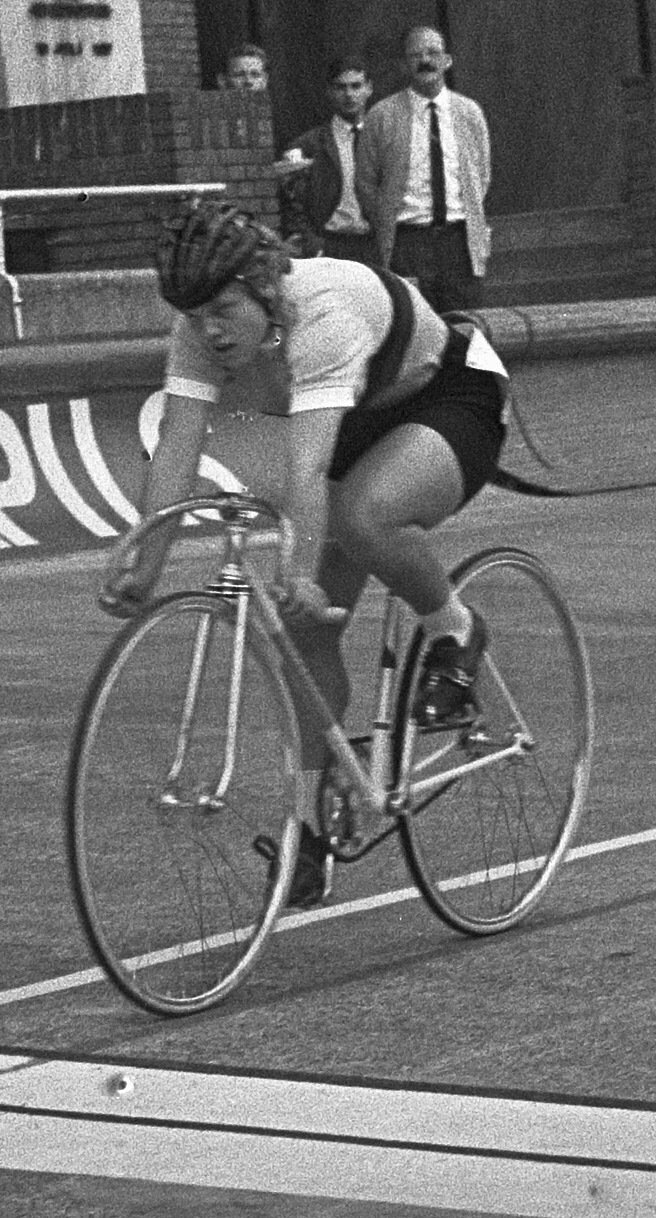
Blobner bei den UCI-Bahn-Weltmeisterschaften 1967

Heidi Blobner (* in Mansfeld) ist eine ehemalige Bahnradsportlerin aus der DDR.
Bei den UCI-Bahn-Weltmeisterschaften 1966 in Frankfurt am Main belegte Heidi Blobner Rang drei im Sprint. 1966 wurde Blobner bei den DDR-Bahn-Meisterschaften Dritte im Sprint und 1967 und 1968  Zweite im 500-Meter-Zeitfahren; 1967 wurde sie zudem Dritte in der 3000-Meter-Einerverfolgung. 1967 wurde sie Vize-Meisterin im Sprint hinter Helga Johanny.
Ebenfalls 1967 startete sie bei den UCI-Straßen-Weltmeisterschaften und wurde als 35. klassiert.
Heidi Blobner startete für den TSC Berlin.